# Dmitrij Nikolaevič Kozak
Dmitrij Nikolaevič Kozak (in russo Дми́трий Никола́евич Коза́к?; Bandurovo, 7 novembre 1958) è un politico russo, vice Primo Ministro della Russia dal 14 ottobre 2008 al 2020 e vicecapo di stato maggiore del Cremlino.
In precedenza ha ricoperto la carica di Ministro dello Sviluppo Regionale dal 2007 al 2008. Dal 2004 al 2007 ha ricoperto la carica di Rappresentante plenipotenziario presidenziale nel Distretto Federale Meridionale (Caucaso settentrionale e Russia dell'Europa meridionale). Ha il grado civile di Consigliere di Stato effettivo della Federazione Russa di 1ª classe.
Conosciuto come "il gatto del Cheshire" (in russo Чеширский кот?) per via del suo sorriso, Kozak è uno stretto collaboratore di Vladimir Putin, con cui ha lavorato nell'amministrazione della città di San Pietroburgo negli anni '90, divenendo in seguito è diventato una delle figure chiave nella squadra presidenziale di Putin. Durante le elezioni presidenziali russe del 2004 ha lavorato come capo della campagna elettorale di Putin.

## Biografia
Dmitrij Kozak è nato nel novembre 1958 nel villaggio di Bandurove, nella regione di Kirovohrad della Repubblica Socialista Sovietica Ucraina (parte dell'URSS). 
Dal 1976 al 1978, Kozak prestò servizio nelle forze speciali (Spetsnaz GRU) della Direzione principale dell'intelligence (GRU) dell'esercito sovietico. Dopo il servizio presso le Spetsnaz, ha studiato all'Istituto politecnico di Vinnitsa prima di trasferirsi a Leningrado. 
Kozak si è laureato in giurisprudenza presso l'Università Statale di Leningrado (ora Università Statale di San Pietroburgo) nel 1985. Dal 1985 al 1989 ha lavorato nell'ufficio del procuratore di Leningrado come procuratore e procuratore superiore. Si è trasferito nel settore degli affari nel 1989, lavorando come capo del dipartimento legale presso la società di costruzioni Monolit-Kirovstroy e consulente legale capo per l'Associazione dei porti commerciali. 

## Carriera politica
Kozak ha lavorato come pubblico ministero a Leningrado e dopo il crollo dell'Unione Sovietica, ha ricoperto vari uffici legali nell'amministrazione della città. Nel 1998 è diventato Vice Governatore di San Pietroburgo.
Nel 1999, insieme ad altri funzionari della città di San Pietroburgo, è entrato a far parte del governo di Vladimir Putin. È stato Capo di Stato Maggiore dal 1999 al 2000. Dmitrij Kozak divenne vice capo dell'amministrazione presidenziale e rimase in questa posizione con vari titoli fino al 2004. Nel 2003 è entrato brevemente in politica internazionale e ha tentato senza successo di risolvere il conflitto tra Transnistria e Moldavia.
Nel settembre 2004, Kozak è stato nominato inviato plenipotenziario presidenziale nel Distretto Federale Meridionale, sostituendo Vladimir Jakovlev. Il 24 settembre 2007 è stato nominato nel nuovo gabinetto russo guidato da Viktor Zubkov come ministro dello sviluppo regionale, succedendo nuovamente a Vladimir Yakovlev e lasciando la sua precedente posizione. Il 14 ottobre 2008 è diventato vice primo ministro della Russia e ha servito fino al 2020. Il 15 gennaio 2020 si è dimesso da membro del gabinetto, dopo che il presidente Vladimir Putin ha pronunciato il discorso presidenziale all'Assemblea federale, in cui ha proposto diversi emendamenti alla costituzione. 
Secondo Stanislav Belkovsky, Kozak non è benvoluto dall'entourage di Putin, ma a Vladimir Putin piace Kozak, apparentemente volendo nominare Kozak come primo ministro nel 2004 e toccando Kozak come successore di Putin come presidente nel 2008; tuttavia, Dmitrij Medvedev ha vinto la corsa presidenziale. Aleksej Makarkin del Center for Political Technologies ha detto che Putin si fida di Kozak come uno dei suoi uomini.
Dmitrij Kozak è stato il principale supervisore per i XXII Giochi Olimpici Invernali di Sochi. 
A seguito dell'intervento della Russia in Crimea, Kozak è stato nominato per rafforzare notevolmente i legami sociali, politici ed economici della Crimea con la Russia. 
Il primo giorno dell'invasione russa dell'Ucraina del 2022, Kozak telefonò a Zelensky e a Andrii Yermak affermando che era tempo per gli ucraini di arrendersi. Yermak imprecò e riattaccò. Secondo fonti vicine al Cremlino, Kozak era contrario all'invasione dell'Ucraina. Putin voleva annettere l'Ucraina sudorientale e per questo motivo avrebbe respinto un accordo di pace mediato da Kozak che garantiva che l'Ucraina non si sarebbe unita alla NATO se la Russia avesse smesso di attaccare l'Ucraina.